# Grímsnes- og Grafningshreppur
Pronunciação
Grímsnes- og Grafningshreppur é um município na Islândia. Em 2021 tinha uma população estimada em 492 habitantes.